# Äktfinskhet
Äktfinskhet är en beteckning för ytterliggående finsk nationalism, använd sedan 1926 då Aitosuomalainen liitto (Förbundet för äktfinskhet) grundades med tidskriften Aitosuomalainen som organ.
Äktfinskheten upptog den äldre fennomanins radikalaste krav och såg sitt mål i en finsk nationalstat, där svenskan skulle ha ett lokalt bygdespråks rättigheter, medan den centrala förvaltningen och den högre bildningen skulle enbart vara finskspråkiga. Tidskriften tog 1932 till sin vinjett en storfinsk karta med devisen "Må Finland bli en nationalstat och den finska folkstammen enas".  

## Den historiska kontexten
I vilken politisk situation uppstod äktfinskheten? I Finland fick den svenskspråkiga delen av befolkningen (10 % av befolkningen[när?]) vittgående rättigheter. 
- Språklagen från april 1922 garanterade att man fortsättningsvis kunde använda svenska i centrala ämbetsverk, i lagberedningen och som expeditionsspråk.
- Hösten 1922 beviljade riksdagen efter tre tidigare avslag kyrkomötet rätt att inrätta ett särskilt svenskt stift med Borgå som stiftsstad.
- Kraven att svensktalande skulle få göra värnplikt nära sina hemtrakter beaktades.

Detta innebar en eftergift för idén om finlandssvensk nationalitet. Åtgärden stärkte finlandssvenskarnas framtidstro och vilja att identifiera sig med den nygrundade republiken. Förhoppningen om en omfattande svensk självstyrelse tedde sig avsevärt mindre efter inlämnandet av den andra Tulenheimo-kommitténs betänkande i februari 1921. Den finlandssvenska befolkningen skulle inte brytas ur den existerande landskapsförvaltningen. 
Eftergiften utgjorde ett bevis för fennomaner att man fortsatte att huka sig för den gamla, icke-nationella eliten. Inom den östsvenska falangen inom Svenska folkpartiet kunde ställvis rasistiska tongångar höras, och detta bekräftade enligt det fennomanska lägret att den finlandssvenska bildade klassen egentligen inte var fosterländsk. Irritationen var hög över kompromisspolitiken i utrikespolitiska och inrikespolitiska frågor. Ett centralt motiv för radikaliseringen var att den undfallande linjen ansågs undergräva själva fundamentet för det Finland som hade segrat i finska inbördeskriget. 
- Freden i Dorpat upplevdes som skamlig; Finland hade inte fått Östkarelen.
- De röda erhöll amnesti.
- Svenskarna fick privilegier.

Eftergifterna stred bjärt mot visionen om ett enspråkigt finskt, vitt Finland och utmynnade i att de fennomanska kraven började drivas med ny frenesi fr.o.m. 1922-24. Man ansåg att nationalismen hade räddat Finland från bolsjevismen men att nationalismen uppnebarligen fortfarande var alltför svag. År 1922 bildades Aitosuomalainen Kerho (Äktfinska klubben) och inom kort började de radikala finskhetsivrarna mer allmänt kallas äktfinnar (aitosuomalaiset). Dessa konsoliderade sig 1926 i den riksomfattande organisationen Aitosuomalainen liitto. 
Kampen för ett kritvitt och helfinskt Finland fördes även på andra håll. I februari 1922 bildade en grupp studenter och aktivister efter sin hemkomst från den snöpligen avslutade folkresningen i Fjärrkarelen sällskapet Akateeminen Karjala-Seura (AKS). De äktfinska strömningarna var starka under 1920-talets senare år, och då både agrarpartiet och den finska högern i riksdagen tog intryck av dem, drevs Svenska folkpartiet till en samverkan med den i språkfrågan neutrala socialdemokratin.

## Ideologi
Äktfinskhetens ideologi var nationalismen. Endast en förstärkning av nationalismen, menade de kunde ge Finland den styrka landet behövde för att överleva och fullfölja sin egen roll i världshistorien. Nationalismen skulle motverka socialismens lockelser och hjälpa till att överbrygga klyftan som delade nationen sedan inbördeskriget 1918; den skulle ena den finska befolkningen över partigränserna och göra den till herre i landet. En sådan enighet skulle öka nationens trygghet mot hotet från Ryssland och hjälpa den att bygga upp en stark stat som kunde föra en målmedveten utrikespolitik. 
Äktfinskheten är 1920-talets finska nationalism. Den fick stöd särskilt bland bildade finnar av yngre generationer. Den gav inte upphov till något nytt politiskt parti, eftersom äktfinnarna ansåg sig kunna arbeta för sin sak genom att påverka de olika partier som redan fanns, koncentrera sig på masspropaganda och stödja nationalistiskt sinnade politiker oberoende av deras partitillhörighet. Äktfinnarna spred sitt program genom Aitosuomalainen liitto genom skrifter och turnerande talare. Det var ideologin, åsikterna och känslorna som spelade en större roll än organisationen. Finland skulle bli en livsduglig stat endast om folket var genomsyrat av en sund nationell kultur, känsla och stolthet, värdesatte sig självt högt och identifierade sig med nationalstaten.
Äktfinnarna beklagade därför bristen på enighet i landet och menade att den berodde på svag nationalkänsla. Nationens mål stod högre än sociala mål, vilket gällde både överklass och arbetarklass. De unga äktfinnarna kom i allmänhet från medel- eller bondeklassen. Deras egen patriotism behövde inte ifrågasättas, eftersom ungdomen inom dessa samhällsgrupper hade kämpat med de vita i inbördeskriget. De anklagade de äldre borgerliga för bristande nationalkänsla, trots att detta var folk som var vana att betrakta sig själva som landets ledande patrioter. Nu sökte äktfinnarna monopolisera nationalism.
Äktfinnarna lyckades inte attrahera arbetarklassen. De utvecklade heller inget socialt program som kunde ha lockat arbetare.

### Finlandssvenskarnas ställning
I äktfinnarnas ögon utgjorde finlandssvenskarnas ställning ett av de största hindren för en genuint finsk kultur och en verklig nationalstat. Att reducera det finlandssvenska inflytandet i nationens liv blev deras huvudsyfte. Då äktfinnarna krävde en förfinskning av ämbetsverken, Helsingfors universitet, försvarsmakten eller någon annan del av det offentliga livet i landet var de inte nöjda med de gränser som den gällande språklagen utstakade. De fordrade att svenskan skulle avskaffas som officiellt språk, att statsuniversitetet helt skulle förfinskas, att svenskan som läroämne i de finskspråkiga läroverken skulle ersättas med engelskan, att statsanslag till svenska kulturändamål skulle utgå med endast 1/10 av motsvarande finska anslag i enlighet med den aritmetiska proportionen mellan språkgrupperna. Det stora antalet svenskar bland arméns högre officerare var ett annat missförhållande i äktfinnarnas ögon. De menade att armén skulle förbli svag om den inte enades av ett gemensamt språk och en gemensam nationalism. Många finlandssvenska officerare med befäl över finska trupper, påstod de, hade ringa kunskap i manskapets språk. De krävde att endast finnar skulle kunna vara officerare i finskspråkiga förband och att befälsskolorna under en tid endast skulle ta emot finska aspiranter, eftersom det fanns tillräckligt många svenska officerare för de finlandssvenska förbanden men inte tillräckligt med finska officerare.
Äktfinnarna förklarade sig villiga att tillerkänna en svensk minoritetsnationell existensrätt i landet och uttryckte t.o.m. sympatier för finlandssvenskarnas nationella kultursträvanden. Därmed erkände de alltså finlandssvenskarna som en särskild nationalitet. Språklagen erkände inte en särskild svensk nationalitet, endast språkgrupper. Östsvenskarna till exempel var missnöjda med språklagen p.g.a. detta. Äktfinnarna hoppades kunna undergräva språklagen och svenskarnas ställning i statens centrala administration genom att erkänna svenskarna som en minoritetsnationalitet.